# Malé Zlievce
Malé Zlievce (deutsch Kleinzellowitz, ungarisch Alsózellő – bis 1907 Kiszellő) ist eine Gemeinde im Süden der Slowakei mit 285 Einwohnern (Stand 31. Dezember 2024). Sie gehört zum Okres Veľký Krtíš, einem Kreis des Banskobystrický kraj.

## Geographie
Die Gemeinde befindet sich im Talkessel Ipeľská kotlina, einem Teil der größeren Einheit Juhoslovenská kotlina, im Tal des Baches Stracinský potok im Einzugsgebiet des Ipeľ. Das Ortszentrum liegt auf einer Höhe von 184 m n.m. und ist 10 Kilometer von Veľký Krtíš entfernt.
Nachbargemeinden sind Veľké Zlievce im Norden und Osten, Čeláre im Südosten, Glabušovce und Olováry im Süden sowie Veľké Straciny und Malé Straciny im Westen.

## Geschichte

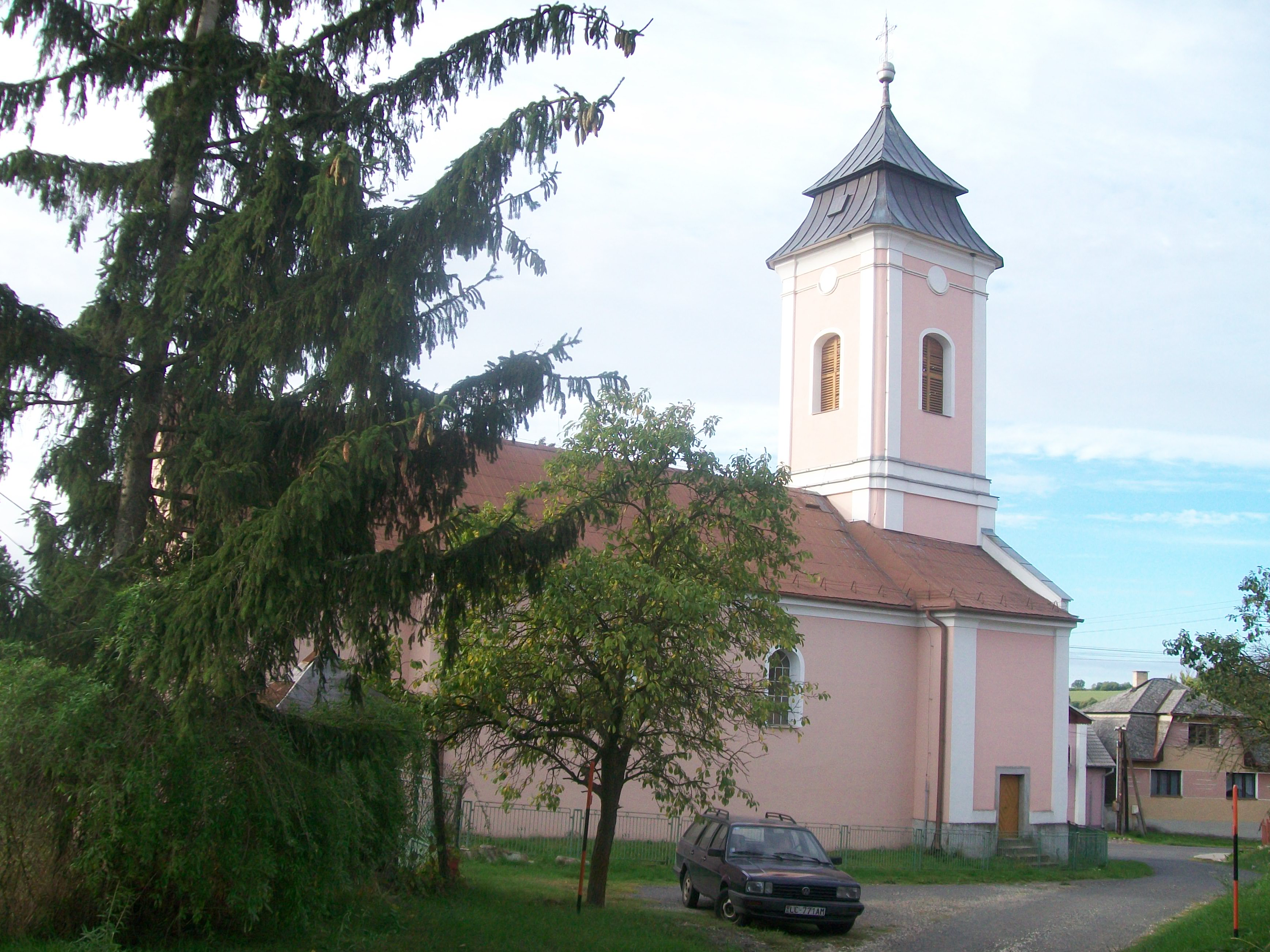
Evangelische Kirche

Malé Zlievce wurde zum ersten Mal 1307 als Olsouzule schriftlich erwähnt und entstand durch Ausgliederung aus dem ursprünglichen Ort Zlievce, wahrscheinlich schon im 13. Jahrhundert. Der Ort gehört zum Herrschaftsgebiet der Burg Neograd, im 15. und 16. Jahrhundert der Herrschaft Szécsény. Zwischen 1554 und 1593 stand das Gebiet unter türkischer Besetzung, anschließend wurde der Ort wegen Kriegswirren und Seuche in der ersten Hälfte des 17. Jahrhunderts ganz entvölkert und erst 1680 wieder errichtet. Danach war das Gemeindegebiet zwischen den Herrschaften von Bllauenstein und Divín geteilt. 1828 zählte man 39 Häuser und 508 Einwohner, die als Landwirte und Winzer beschäftigt waren, dazu gab es ab der zweiten Hälfte des 19. Jahrhunderts Braunkohleförderung.
Bis 1918/1919 gehörte der im Komitat Neograd liegende Ort zum Königreich Ungarn und kam danach zur Tschechoslowakei beziehungsweise heute Slowakei.
1951 erhielt Malé Zlievce eine Haltestelle an der neu eröffneten Bahnstrecke Nógradszakál–Malé Straciny. Der Personenverkehr wurde 1992 eingestellt.

## Bevölkerung
| Jahr                | 1994 | 2004    | 2014     | 2024    |
| ------------------- | ---- | ------- | -------- | ------- |
| Anzahl der Personen | 236  | 252     | 279      | 285     |
| Unterschied         |      | +6,77 % | +10,71 % | +2,15 % |

| Jahr                | 2023 | 2024    |
| ------------------- | ---- | ------- |
| Anzahl der Personen | 274  | 285     |
| Unterschied         |      | +4,01 % |

Gemäß der Volkszählung 2011 wohnten in Malé Zlievce 291 Einwohner, davon 247 Slowaken, 10 Magyaren und drei Tschechen. 31 Einwohner machten keine Angabe zur Ethnie.
154 Einwohner bekannten sich zur römisch-katholischen Kirche, 75 Einwohner zur Evangelischen Kirche A. B., vier Einwohner zur griechisch-katholischen Kirche und ein Einwohner zur Bahai-Religion. 16 Einwohner waren konfessionslos und bei 41 Einwohnern wurde die Konfession nicht ermittelt.

## Bauwerke
- evangelische Kirche, ursprünglich im gotischen Stil, im 17. Jahrhundert im Spätrenaissancestil neu gestaltet
- Landschloss der Familie Prónay aus dem Jahr 1709, heute in desolatem Zustand[6]